# Sanjeev Arora
Sanjeev Arora (Jodhpur, Índia, janeiro de 1968) é um cientista da computação estadunidense nascido na Índia.

## Vida
Arora estudou matemática e informática no Instituto de Tecnologia de Massachusetts, onde obteve o bacharelado em 1990, com um doutorado em 1994 na Universidade da Califórnia em Berkeley, orientado por Umesh Vazirani, com a tese Probabilistic checking of proofs and the hardness of approximation problems. Em 1994 foi professor assistente, em 1999 professor associado e em 2003 professor de informática da Universidade de Princeton. Foi pesquisador convidado na Microsoft Research (2006/2007) e no Instituto Weizmann de Ciência.
Em 2001 e em 2010 recebeu o Prêmio Gödel. Foi palestrante convidado do Congresso Internacional de Matemáticos em Pequim (2002: How NP got a new definition: a survey of probabilistic checkable proofs) e para 2018 está convidado como palestrante plenário do Congresso Internacional de Matemáticos no Rio de Janeiro.
Em 2012 recebeu o Prêmio Fulkerson. Foi eleito em 2015 membro da Academia de Artes e Ciências dos Estados Unidos.
Dentre seus doutorandos consta Subhash Khot.

## Obras
- com Boaz Barak: Computational Complexity, Cambridge University Press 2009
- com Shmuel Safra: Probabilistic checking of proofs: A new characterization of NP, Journal of the ACM, Band 45, 1998, S. 70–122
- Polynomial-time Approximation Schemes for Euclidean TSP and other Geometric Problems, Journal of the ACM, Band 45, 1998, S. 753–782